# Subalternité
La subalternité caractérise l'état d'une personne dont la voix et les actions sont ignorées, détournées ou rendues inopérantes.
Le Groupe d'études subalternes (Subaltern Studies Group, SSG) ou Collectif d'études subalternes (Subaltern Studies Collective) est un groupe de chercheurs sud-asiatiques intéressés par l'étude des sociétés postcoloniales et post-impériales d'Asie du Sud en particulier, et du Tiers monde en général. Le terme de subaltern studies peut également désigner plus largement les études menées par des chercheurs partageant un certain nombre de leurs points de vue. Leur approche se concentre sur l'étude des couches sociales à la base de la société, plutôt que sur les élites, généralement privilégiées par la recherche.

## Définition
Le mot de « subalterne », qui désigne généralement une personne de rang inférieur, est emprunté par les subaltern studies au philosophe italien Antonio Gramsci qui lui donne un sens plus précis. Pour Gramsci, les subalternes n'occupent pas une position inférieure en raison de leur dénuement économique seulement, mais aussi parce qu'ils en sont arrivés à admettre le « discours hégémonique » qui justifie leur abaissement. « Subalterne » renvoie ainsi au travail de Gramsci sur l'hégémonie culturelle.
Les études subalternistes privilégient un recentrement sur les subalternes, et non plus sur les élites, comme véritables agents du changement social et politique. Elles font preuve d'un intérêt particulier pour les discours et la rhétorique des mouvements sociaux et politiques émergents, dans leurs seules actions directement observables, telles que les manifestations ou les rébellions.

## Les «études subalternes»
Le Subaltern Studies Group, groupe d'études subalternes, ou d'études subalternistes, ou d'études de subalternité se forme dans les années 1970 autour de l'historien indien Ranajit Guha, qui enseignait alors au Royaume-Uni à l'Université de Sussex. Les publications du groupe s'échelonnent de 1982 aux années 2000.

### L'idée d'une autonomie des subalternes
Le Subaltern Studies Group est influencé par les travaux d'Eric Thomas Stokes (en), qui visent à offrir une nouvelle lecture de l'histoire de l'Inde et de l'Asie du Sud. Cette lecture inspirée par Gramsci est expliquée par leur chef de file, Ranajit Guha, particulièrement dans son « manifeste » Subaltern Studies I, mais également dans sa monographie The Elementary Aspects of Peasant Insurgency (Les aspects élémentaires des révoltes paysannes). Même si les tenants de cette approche se réclament d'une orientation politique de gauche, ils se révèlent très critiques de la lecture marxiste traditionnelle de l'histoire de l'Inde, selon laquelle ce serait la prise de conscience politique des élites indiennes qui aurait incité les masses à la résistance et à la rébellion contre les colons britanniques. Selon les chercheurs du Subaltern Studies Group, l'autonomie du peuple avait été jusque-là minorée ou niée dans l'historiographie, qui accordait le premier rôle aux classes sociales jugées politiquement plus « avancées ».

### La critique de l'hégémonie intellectuelle occidentale
Les subaltern studies proposent initialement d’analyser la place des groupes subalternes dans l’histoire moderne de l’Inde. Ces études accordent une grande place à l’analyse des discours pour replacer l'importance des groupes se situant à la base de la pyramide sociale, qu'elles considèrent comme les agents du changement social et politique. L'apparition de la notion de subalternité est reliée à deux phénomènes historiques : la décolonisation et la mondialisation. Les subaltern studies font partie des théories postcoloniales qui émergent dans les années 1990 en Asie du Sud. Celles-ci critiquent la pensée occidentale, accusée de détourner les représentations des réalités locales, tant celles des élites intellectuelles que celles des classes populaires des pays du Sud. Cette hégémonie intellectuelle de l'Occident aurait pour effet de limiter l’expression des subalternes, d'en réduire la diversité, et d'aggraver les inégalités dans la communication Nord-Sud. Après avoir été adopté et enrichi par des penseurs du Sud, le terme de sulbalternité est aujourd’hui devenu un concept adapté aux deux hémisphères.

### Le travail sur les archives coloniales
Le groupe des subaltern studies a entrepris une relecture des archives coloniales pour y trouver les traces d'une pensée des subalternes et rendre aux subalternes la dimension historique de leur existence, occultée traditionnellement par les spécialistes de l'Asie. Les recherches subalternistes ont mis en évidence les biais qui affectent les documents d'archives, rédigés par des agents coloniaux, et ont recherché d'autres sources. Ce travail a donné lieu à la publication de 11 volumes sur l'histoire de l'Inde moderne.

### Évolution des études subalternes
Les études subalternes se sont rapprochées des études postcoloniales dès la fin des années 1980 du fait de l'influence exercée par Edward Saïd, auteur de L'Orientalisme (1978), et de Gayatri Spivak, auteure de Les subalternes peuvent-elles parler ? (1985). L'histoire culturelle des représentations a pris dès lors une place plus importante dans les études subalterniste, tandis que l'histoire sociale a été quelque peu délaissée. Les études subalternes ont intégré également les apports de la théorie féministe vers la même époque, grâce à Gayatri Spivak, philosophe féministe indienne ; l'ouverture relativement tardive au féminisme pourrait s'expliquer par le fait que ce mouvement était peu implanté en Inde.

### Critiques et débats
Sumit Sarkar (en), ancien membre du groupe des études subalternes, est critique à l'égard du tournant postcolonial pris par les subalternistes et souligne la diminution du nombre de publications consacrées à des groupes sociaux défavorisés — les paysans, les ouvriers, ou certaines tribus en Inde — dans la série des Subaltern Studies. Il déplore l'intérêt de plus en plus exclusif que le groupe porte au colonialisme, plutôt qu'aux diverses formes de résistance qui lui ont été opposées (le premier ouvrage de Ranajit Guha traitait des insurrections paysannes indiennes). Demeuré fidèle au marxisme qui avait marqué les débuts du groupe, il juge réductrice la nouvelle approche du colonialisme comme « domination culturelle exercée par la modernité de l’Occident », l'analyse exclusivement culturelle occultant à ses yeux les aspects socio-économiques de la question,.

## Analyse de la subalternité
Parmi les facteurs qui unissent les subalternes on compte : la restriction au droit à la parole (donc au pouvoir d’énonciation), leur bas niveau de revenu (qui les prive d’aisance matérielle), leur qualité de vie, leur bien-être et leurs libertés qui sont donc moindres que ceux des autres groupes nationaux. Ces restrictions les enferment dans la spirale décrite par Amartya Sen : la limitation de la liberté économique a un impact sur les libertés sociales, ce qui entraîne une nouvelle perte de liberté économique. Ce cercle vicieux affaiblit les subalternes, les opprime et les maintient dans un silence qui, à son tour, réduit leur capacité d’action. Toutefois, si on applique le schéma dans son fonctionnement inverse, la liberté de parole et l’égalité de parole, elles, libèrent une énergie et une puissance assez fortes pour dénoncer et abolir les servitudes. La reconnaissance mutuelle des groupes passe entre autres par le fait de participer aux débats et aux décisions collectives.

## Penseurs associés aux études subalternes
Le Groupe d'études subalternes a été fondé par Ranajit Guha. Initialement, ce mouvement de pensée regroupe essentiellement d'anciens intellectuels marxistes indiens désappointés par l'évolution de l'Inde post-coloniale.
Récemment, de nombreux membres ont été déçus par le tournant post-moderniste qu'a pris le groupe, (particulièrement Sumit Sarkar (en), qui l'a quitté).
Chercheurs associés aux subaltern studies :
- Touraj Atabaki (en) (1950-)
- David Arnold (en) (1946-)
- Gautam Bhadra (en) (1948-)
- Aimé Césaire (1913-2008)
- Dipesh Chakrabarty (1948-)
- Partha Chatterjee (en) (1947-)
- Vivek Chibber (en) (1965-)
- Frantz Fanon (1925-1961)
- Ranajit Guha (1923-)
- David Hardiman (en) (1947-)
- Sudipta Kaviraj (en) (1945-)
- Edgardo Lander (en) (1942-)
- Lata Mani (1956-)
- Shail Mayaram (? 1960-)[13]
- Claudia Miranda (doctorante en éducation à Rio de Janeiro)[14]
- Ashis Nandy (1937-)
- Gyanendra Pandey (en) (1949-)
- M. S. S. Pandian (en) (1958-2014)
- Gyan Prakash (en) (1952-)
- Aníbal Quijano (1930-2018)
- Edgardo Lander (en) (1942-)
- Edward Saïd (1935-2003)
- Sumit Sarkar (en) (1939-) (s'est distancié du mouvement)
- Léopold Sédar Senghor (1906-2001)
- Ajay Skaria (en)
- Gayatri Chakravorty Spivak (1942-), auteure notamment de Les subalternes peuvent-elles parler ?
- Engin Sustam (?)[15]
- Susie Tharu (en) (1943-)